# High Rise (мініальбом)
High Rise — мініальбом рок-гурту Stone Temple Pilots з вокалістом Честером Беннінгтоном, що вийшов у 2013 році.

## Історія створення
В лютому 2013 року американський рок-гурт Stone Temple Pilots звільнив свого багаторічного фронтмена Скотта Вейланда. За словами музикантів, соліст негативно впливав на гурт через власну непостійність та надмірну увагу до сольних проєктів. Не погодившись з цим, Вейланд подав зустрічний позов, намагаючись заборонити використання назви «Stone Temple Pilots», але судові справи не набули подальшого розвитку.
Новим вокалістом Stone Temple Pilots став Честер Беннінгтон з Linkin Park. Перший виступ з Беннігтоном відбувся в травні 2013 року в Лос-Анджелесі, після чого музиканти вирушили в турне по Північній Америці. Після повернення з гастролей музиканти стали замислюватись над створенням нових пісень. У власній студії Homefry було записано близько десяти демоверсій, з яких вийшло п'ять повноцінних пісень.
Першим синглом гурту стала пісня «Out Of Time», яка з'явилась в ротації радіостанцій восени 2013 року та опинилась на верхівці чарту Active Rock. Мініальбом High Rise вийшов 8 жовтня 2013 року на власному лейблі STP Play Pen/ADA, причому назву гурту було змінено на «Stone Temple Pilots with Chester Bennington» (укр. Пілоти кам'яного храму з Честером Беннінгтоном). За перший тиждень було продано 12 тис. примірників в США, а платівка опинилась на 24 місці в хіт-параді Billboard 200.
Протягом двох наступних років Честер Беннінгтон поєднував роботу в Stone Temple Pilots та Linkin Park. З часом робити це ставало дедалі важче через брак вільного часу та конфлікти в розкладі, тому в листопаді 2015 року Беннінгтон оголосив, що залишає STP, щоб зосередитись на своєму основному гуртові. High Rise так і залишився єдиним альбомом, виданим в такому складі.

## Критичні відгуки
На сайті AllMusic мініальбом отримав від Стівена Томаса Ерлевайна оцінку три з половиною зірки з п'яти. Оглядач назвав співпрацю Беннінгтона з STP «потенційно незграбним шлюбом», через те що Честер був повною протилежністю свого попередника, «надзвичайно несексуальною рок-зіркою, у якого немає чванства, лише рішучість». Попри це, Ерлевайн відзначив майстерно створені пісні, що могли б стати частиною Core чи Purple і які навіть за відсутності Вейланда «говорять самі за себе».
На сайті Consequense присутність Беннінгтона назвали проблемою, через яку альбом був приречений на невдачу, бо для багатьох Stone Temple Pilots асоціювались саме із Вейландом. На думку Джастіна Гербера, без «визначального голосу» Вейланда пісні братів Делео вже не були настільки потужними. Оглядач порівняв новий склад гурту із Queen з Полом Роджерсом, та припустив, що окрім запеклих фанів Честера Беннігтона, всі інші залишаться незадоволеними цією платівкою.
В газеті Calgary Herald мініальбом оцінили на дві зірки з п'яти. Ерік Волмерс із жалем порівняв «ненатхненні пісні» із глем-роком та хард-роком, на зміну якому свого часу прийшов грандж, який і зробив Stone Temple Pilots популярними. На його думку, попри майстерність Беннінгтона, він звучав немов би фронтмен кавер-гурту Alice in Chains, а інші музиканти виглядали «нудьгуючими рокерами середнього віку, які знаходяться в пошуку нової пісні».

## Список пісень
Автори всіх пісень — Честер Беннінгтон, Дін Делео, Роберт Делео, Ерік Крец.
| #     | Назва                | Тривалість |
| ----- | -------------------- | ---------- |
| 1.    | «Out of Time»        | 3:04       |
| 2.    | «Black Heart»        | 3:09       |
| 3.    | «Same on the Inside» | 3:15       |
| 4.    | «Cry Cry»            | 3:28       |
| 5.    | «Tomorrow»           | 3:30       |
| 16:26 |                      |            |

## Учасники запису
| Музиканти - Честер Беннінгтон — вокал - Дін Делео — гітара - Роберт Делео — бас, бек-вокал - Ерік Крец — ударні | Додатковий персонал - Расс Фаулер — звукоінженер - Джаред Хіршленд — помічник інженера - Брюс Нельсон — гітарний технік - Джарретт Борба — барабанний технік - Бен Гросс — зведення - Пол Павао — помічник по зведенню - Том Бейкер — мастерінг - Честер Беннінгтон — оригінальне зображення «Check It». - Чепмен Белер — фото гурту - Great Daane Graphics — дизайн |